# Certificat de type

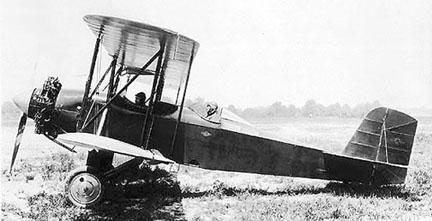
Buhl-Verville CA-3 Airster à moteur Wright J4, premier avion certifié aux États-Unis (29 mars 1927).

Le certificat de type (en anglais type certificate ou TC) est un document administratif délivré par une autorité de certification pour un aéronef, un moteur ou une hélice.

## Description
Ce document certifie que le produit répond à un ensemble de spécifications garantissant sa navigabilité. L'autorité de certification des aéronefs civils est l'AESA pour l'Europe, la FAA pour les États-Unis, la CAAC pour la Chine. Les avions militaires français possèdent également des certificats de type mais ils sont délivrés par la direction générale de l'Armement, en tant qu'autorité technique.
Un certificat de type est nécessaire pour l'exploitation commerciale d'un aéronef. Lorsqu'un modèle d'aéronef détient un certificat de type, chaque exemplaire de cet aéronef doit également détenir un certificat de navigabilité.

## Supplément au certificat de type
Le supplément au certificat de type (en anglais supplemental type certificate ou STC) est délivré pour des modifications effectuées par une société tierce ne détenant pas le certificat de type.